# Jingzhou
Jingzhou (en chino simplificado, 荆州市; pinyin, Jīngzhōu shì Ching-Zhóu) es una ciudad-prefectura en la provincia de Hubei, República Popular China. Se encuentra a una distancia aproximada de 200 kilómetros de la capital provincial. Limita al norte con Jingmen, al sur y este con la provincia de Hunan y al oeste con Tianmen.

## División administrativa
La ciudad prefectura de Jingzhou administra 2 distritos, 3 ciudades municipales y 3 condados.
| Jingzhou                                                                 | Jingzhou  | Jingzhou           | Jingzhou       | Jingzhou         |
| ------------------------------------------------------------------------ | --------- | ------------------ | -------------- | ---------------- |
| Lago Hong Jingzhou Shashi Jiangling Gong'an Jianli Songzi Shishou Honghu |           |                    |                |                  |
|                                                                          | Nombre    | Chino simplificado | Hanyu Pinyin   | Superficie (км²) |
| Distritos                                                                |           |                    |                |                  |
|                                                                          | Jingzhou  | 荆州区             | Jīngzhōu Qū    | 1 046            |
|                                                                          | Shashi    | 沙市区             | Shāshì Qū      | 469              |
| Ciudades municipales                                                     |           |                    |                |                  |
|                                                                          | Songzi    | 松滋市             | Sōngzī Shì     | 2 235            |
|                                                                          | Shishou   | 石首市             | Shíshǒu Shì    | 1 427            |
|                                                                          | Honghu    | 洪湖市             | Hónghú Shì     | 2 519            |
| Condados                                                                 |           |                    |                |                  |
|                                                                          | Jiangling | 江陵县             | Jiānglíng Xiàn | 1 032            |
|                                                                          | Gong'an   | 公安县             | Gōng'ān Xiàn   | 2 258            |
|                                                                          | Jianli    | 监利县             | Jiànlì Shì     | 3 118            |

## Demografía
| Gráfica de evolución de Jingzhou entre 2007 y 2020 |
|                                                    |

## Clima
Jingzhóu tiene veranos calientes y húmedos e inviernos secos. La temperatura media mensuales de 4 °C en enero y 28 °C en julio. la zona recibe de 1800 a 2000 horas de sol al año y 242 días libre de nieve.
| Parámetros climáticos promedio de Jingzhou (1971−2000) | Parámetros climáticos promedio de Jingzhou (1971−2000) | Parámetros climáticos promedio de Jingzhou (1971−2000) | Parámetros climáticos promedio de Jingzhou (1971−2000) | Parámetros climáticos promedio de Jingzhou (1971−2000) | Parámetros climáticos promedio de Jingzhou (1971−2000) | Parámetros climáticos promedio de Jingzhou (1971−2000) | Parámetros climáticos promedio de Jingzhou (1971−2000) | Parámetros climáticos promedio de Jingzhou (1971−2000) | Parámetros climáticos promedio de Jingzhou (1971−2000) | Parámetros climáticos promedio de Jingzhou (1971−2000) | Parámetros climáticos promedio de Jingzhou (1971−2000) | Parámetros climáticos promedio de Jingzhou (1971−2000) | Parámetros climáticos promedio de Jingzhou (1971−2000) |
| Mes                                                    | Ene.                                                   | Feb.                                                   | Mar.                                                   | Abr.                                                   | May.                                                   | Jun.                                                   | Jul.                                                   | Ago.                                                   | Sep.                                                   | Oct.                                                   | Nov.                                                   | Dic.                                                   | Anual                                                  |
| ------------------------------------------------------ | ------------------------------------------------------ | ------------------------------------------------------ | ------------------------------------------------------ | ------------------------------------------------------ | ------------------------------------------------------ | ------------------------------------------------------ | ------------------------------------------------------ | ------------------------------------------------------ | ------------------------------------------------------ | ------------------------------------------------------ | ------------------------------------------------------ | ------------------------------------------------------ | ------------------------------------------------------ |
| Temp. máx. media (°C)                                  | 8.1                                                    | 10.2                                                   | 14.2                                                   | 21.1                                                   | 26.1                                                   | 29.3                                                   | 32.0                                                   | 32.0                                                   | 27.5                                                   | 22.4                                                   | 16.3                                                   | 10.8                                                   | 20.8                                                   |
| Temp. mín. media (°C)                                  | 0.9                                                    | 2.8                                                    | 6.6                                                    | 12.9                                                   | 17.9                                                   | 21.8                                                   | 24.7                                                   | 24.4                                                   | 19.6                                                   | 14.0                                                   | 8.0                                                    | 2.9                                                    | 13.0                                                   |
| Precipitación total (mm)                               | 29.6                                                   | 44.8                                                   | 75.4                                                   | 107.6                                                  | 140.8                                                  | 159.9                                                  | 151.2                                                  | 119.9                                                  | 89.3                                                   | 86.8                                                   | 55.2                                                   | 23.4                                                   | 1083.9                                                 |
| Días de precipitaciones (≥ 0.1 mm)                     | 8.2                                                    | 9.1                                                    | 12.9                                                   | 12.8                                                   | 13.3                                                   | 13.0                                                   | 10.5                                                   | 9.4                                                    | 9.2                                                    | 10.6                                                   | 8.5                                                    | 6.8                                                    | 124.3                                                  |
| Fuente: Weather China                                  |                                                        |                                                        |                                                        |                                                        |                                                        |                                                        |                                                        |                                                        |                                                        |                                                        |                                                        |                                                        |                                                        |